# معركة بورت لا جوي
كانت معركة بورت لا جوي (المعروفة أيضًا باسم مذبحة بورت لا جوي) معركة في حرب الملك جورج التي وقعت بين البريطانيين ضد القوات الكندية وقوات الميغماك على ضفاف نهر هيلزبورو، في الوقت الحاضر جزيرة الأمير إدوارد في صيف 1746، وقد أرسل الضابط الفرنسي دي راميزاي قوات فرنسية وميغماك إلى بورت لا جوي حيث فاجأوا مجموعة مكونة من 200 من ميليشيا ماساتشوستس وهزموهم في اثنين من السفن العسكرية البريطانية التي كانت تجمع المؤن لمدينة لويسبوورغ التي وقعت في الأسر مؤخرًا.

## الخلفية التاريخية
بعد السقوط الأول لمدينة لويسبوورغ، أرسل القائد البريطاني ويليام بيبيريل حملة ضد إيل سانت جان في يوليو 1745، وقد انقسمت هذه القوة، فذهبت واحدة إلى ثري ريفرز (حاليًا مدينة جورج تاون/بروندل)، والأخرى إلى بورت لا جوي. وفي مدينة ثري ريفرز، لم يبد الأكادي جان بيير روما وآخرون أي مقاومة لأنه ليس لديهم إلا مدفعًا واحدًا يزن ستة أرطال للدفاع عن أنفسهم. وهرب روما مع ابنه وابنته إلى الغابات حيث شاهدوا جيش نيو إنجلاند وهو يحرق المدينة. ثم هربت العائلة إلى سانت بيترز (PEI) ثم ذهبوا إلى كيبك، وظلوا هناك حتى نهاية الحرب.

وفي الوقت نفسه، في يوليو 1745، نزلت الكتيبة الإنجليزية الأخرى في بورت لا جوي، وتحت قيادة جوزيف دي بونت دوفيفيير، كان للفرنسيين موقع عسكري يتكون من 20 جنديًا فرنسيًا في بورت لا جوي. وفرت القوات وأحرق جيش نيو إنغلاند العاصمة بالكامل. وتراجع دوفيفيير والعشرون رجلاً حتى النهر الشمالي الشرقي (نهر هيلزبره)، مع ملاحقة جيش نيو إنغلاند لهم حتى وصلت تعزيزات للقوات الفرنسية من ميليشيا الأكاديا والميغماك. وكانت القوات الفرنسية وحلفاؤها قادرين على دفع جيش نيو إنغلاند إلى العودة إلى مراكبهم، ويقدر عدد القتلى أو الجرحي أو من أُسروا منهم بتسعة جنود. بينما أخذ جيش نيو إنغلاند ستة رهائن أكاديين، الذين كان يتم إعدامهم إذا تمرد الأكاديون أو الميغماك ضد سيطرة نيو إنغلاند. وغادرت قوات نيو إنغلاند إلى لويسبوورغ، بينما غادر دوفيفيير وجنوده العشرون عائدين إلى كيبك. وبعد سقوط لويسبوورغ، تم ترحيل السكان الفرنسيين المقيمين من إيل رويال إلى فرنسا. وعاش الأكاديون في إيل سانت جان مهددين بالترحيل خلال الفترة المتبقية من الحرب. 

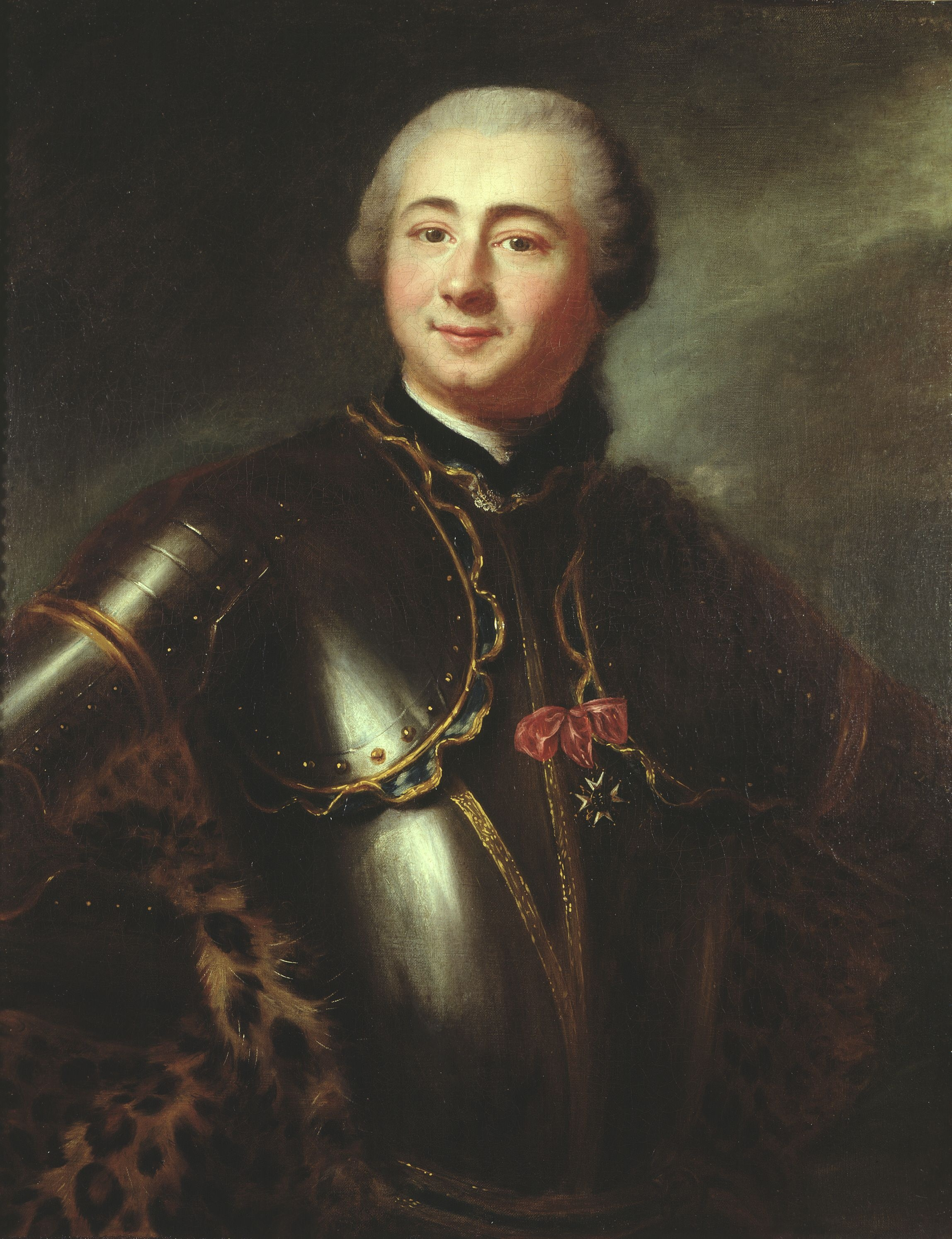
تشارلز ديشان دو بويبير ودو رافيتو

وفي العام التالي، في محاولة لاستعادة أكاديا، تم إرسال حملة تحت قيادة جان باتيست نيكولا روش دي راميزاي من كيبك للعمل مع حملة دوك دانفيل. ووصلت قوة دي راميزاي في نوفا سكوشا في يوليو 1746، وكان بها 700 جندي و21 ضابطًا. ونصب مخيم في شينيكتو، حيث التقى بـ 300 من الأبيناكي من سانت جون ريفر وحوالي 300 من الميغماك من نوفا سكوشا. وكان عدد القوة الفرنسية الهندية بالكامل يقترب من 1300 رجل. وأمضى جنود دي راميزاي الصيف والخريف في انتظار وصول حملة دانفيل التي طال انتظارها. وخلال هذه الفترة الزمنية، أرسل راميزاي قوات إلى بورت لا جوي، التي يحتلها البريطانيون، على ما يسمى اليوم بجزيرة الأمير إدوارد.

## المعركة
أمر الكابتن جون روس بتغطية السفينة الشراعية شيرلي بالثلوج ووضع مركب شراعي على مقطورة بحرية، وكان على متن السفينة 40 جنديًا من كتيبة المشاة التاسعة والعشرين (29th Regiment of Foot) بقيادة فرانسيس فولر، بمن فيهم الكابتن هيو سكوت. وقد أرسل الحاكم البريطاني المعين حديثًا على جزيرة رويال، الكومودور السير تشارلز نولز، البارون الأول، روس للحصول على الإمدادات من الأكاديين لإطعام القوات البريطانية في لويسبوورغ.
كما أرسل راميزاي في البداية الضابط الفرنسي بويبير إلى إيل سانت جان في استطلاع لتقييم حجم قوة نيو إنغلاند. وعلم بويبير أنه كان هناك اثنان من السفن الإنجليزية البحرية و200 جنديًا - وهما السفينتان إتش إم إس شيرلي (HMS Shirley) وإتش إم إس روبي (HMS Ruby) - في بورت لا جوي التي تمد لويسبوورغ بالإمدادات. وكان على متن السفينة اثنان من الرهائن الأكاديين على الأقل الذين أسرهم جيش نيو إنغلاند قبل عام. وبعد عودة بويبير، أرسل راميزاي وزيف ميشيل لو جرادور دو كرويسيل ودو مونيسون مع 500 رجل، 200 منهم من الميغماك، إلى بورت لا جوي.

## وصلات خارجية
- Roma at Trois Rivier
- Canada's HIstoric Places - Three Rivers, Prince Edward Island
- Canadian Biography - Joseph de Pont Duvivier
- Jean-Baptiste-Nicolas-Roch de Ramezay
- Canadian Biography - Boishebert